# Wapen van de Krim
Het wapen van de Krim is op 24 september 1992 door de overheid van Oekraïne aan de autonome republiek van de Krim toegekend.

## Symboliek
Het wapen toont elementen uit lokale culturen. 
- Het rode wapen staat symbool voor de geschiedenis van het gebied
- De witte griffioen is een  oud symbool uit het gebied ten noorden van de Zwarte Zee, maar kan ook gezien worden als de beschermer van de Krim.
- De parel, die vastgehouden wordt door de griffioen, staat voor puurheid en de uniekheid van het gebied.
- De Griekse pilaren staan voor de Griekse kolonies die zich in het gebied bevonden
- De stralen van de zon boven het schild staan voor voorspoed en wedergeboorte
- Onder het schild staat een motto op een lint in het Russisch staat er Voorspoed in Eenheid. Het lint heeft de kleuren van de vlag van de Krim

## Historisch wapen

Het wapen ten tijde van de Sovjet-Unie.

Het wapen ten tijde van de Sovjet-Unie toonde een rood schild met daarop een opkomende gouden zon. Tussen de zonnestralen in de hamer en sikkel. Om het schild heen meerdere vastgebonden korenaren.